# 李信
李信（？—？），字有成，槐里（今陕西咸阳兴平东）人，戰國時代末期秦國的將軍。先是跟隨王翦在滅趙之戰有功，之後领兵二十万攻打楚国，先是一路凯歌，後被楚将项燕大败。之後在灭燕国之战中擊敗燕王喜立有大功，為漢飛將軍李廣的五世始祖。

## 生平
年轻时强壮勇敢，是秦国少壮派中较为显赫的人物，同时也是秦王政十分信任的年轻将领之一。

### 秦趙之戰
秦王政十九年（公元前228年），秦国俘虏韩王安、灭亡韩国后，秦王政派王翦率领数十万大军逼近漳水、邺城，李信则出兵太原、云中，与王翦部共同包围赵军，并一举攻破赵国。

### 秦燕之戰
秦王政二十年（公元前227年），燕国太子燕太子丹派刺客荆轲到咸阳，以献督亢地图和樊於期首级为名，准备行刺秦王政。结果荆轲行刺失败，被秦王政所杀。秦王政得知是燕国派人行刺他，因此大怒，于是派王翦、辛勝攻打燕国。，並於易水之西大破燕軍。
次年，王翦之子王賁再攻燕至薊（今北京西南），燕王和太子丹敗走遼東，李信隨即領兵千餘乘勝追擊至衍水（今遼寧太子河），再次擊敗太子丹。秦王政二十五年（前222年），燕王喜被俘，燕國亡。

### 秦楚之戰
秦王政二十二年（前225年），秦準備攻楚國，完成統一霸業。秦王政知李信勇猛，問信需要多少兵馬攻楚，李信稱只需二十萬。但王翦則稱需要六十萬方能滅楚。秦王認為王翦年老膽怯，未接納他的建議。
其後，李信出征攻打平輿（今河南平輿），蒙恬則攻破寢丘（今河南沈丘），後來李信又攻下鄢郢，與蒙恬會師城父（今安徽亳州），不料身在郢陳的昌平君起兵反秦，攻佔了郢陳，切斷了李信軍的後路，使攻楚的秦軍陷於前後受敵的苦境。於是，李信軍不得不停止攻楚，回師進攻郢陳，楚國大將項燕偷襲，秦軍大敗。次年，秦王親自請告老歸田的王翦出征，王翦領六十萬大軍再攻楚國，殺項燕，俘楚王，楚亡。

### 秦齊之戰
秦王政二十六年（前221年），與王翦之子王賁一起攻滅燕後，進軍齊地，迫使齊王投降。

## 成就
- 秦王政十九年（公元前228年，癸未年），出兵太原、云中与王翦一举攻破赵国。
- 秦王政二十一年（公元前226年，乙亥年），率军于易水击破燕国太子丹军队。
- 秦王政二十二年（公元前225年，丙子年），率军攻打楚国平舆为楚将项燕所败。
- 秦王政二十五年（公元前222年，己卯年），李信与王贲攻取辽东，俘虏燕王喜。
- 秦王政二十六年（公元前221年，庚辰年），李信与王贲攻灭齐国。

## 历史评价
- 秦始皇：“李将军果势壮勇。” （《史记·卷七十三·白起王翦列传第十三》）
- 司马迁《史记》：“秦将李信者，年少壮勇。”（《史记·卷七十三·白起王翦列传第十三》）

## 家庭成員
- 先祖：李宗，字尊祖，魏国大夫，是道家创始人李耳（老子）的长子，也是陇西李氏和赵郡李氏共同的直系远祖
- 祖父：李崇，魏国陇南太守，秦国陇西太守，封南郑公。
- 父亲：李瑶，秦国南郡太守，封狄道侯。
- 儿子：李超，秦国陇西守将，魏国彭越丞相旗下将领。
- 后代：李广，汉朝陇西都尉、骑郎将、右北平太守、郎中令、后将军。
- 后代：李肃，原董卓谋士、再投吕布、后反叛、弘农战败死于吕布之手。

## 藝術作品
- 日本漫畫家原泰久漫畫作品《王者天下》中的主角，真人版電影由山崎賢人飾演。
- 中国游戏《王者荣耀》中的一位英雄。